# Горишки Връх
Горишки Връх (на словенски: Goriški Vrh) е село в Словения, Корошки регион, община Дравоград. Според Националната статистическа служба на Република Словения през 2015 г. селото има 230 жители.